# Mária Grosch
Mária Grosch (ur. 3 sierpnia 1954) – węgierska szachistka, mistrzyni międzynarodowa od 1984 roku.

## Kariera szachowa
W 1982 r. podzieliła III m. (za Leną Głaz i Zsuzsą Verőci, wspólnie z Corry Vreeken) w międzynarodowym turnieju w Dortmundzie, natomiast w 1985 r. podzieliła IV m. (za Jeleną Achmyłowską, Rimmą Biłunową i Ildikó Mádl, wspólnie z Elisabetą Polihroniade, Terezą Štadler i Alexandrą van der Mije) w Budapeszcie. W 1986 r. jedyny raz w karierze reprezentowała narodowe barwy na szachowej olimpiadzie, zdobywając w Dubaju srebrny medal, natomiast w 1987 r,. uczestniczyła w rozegranym w Balatonfüred turnieju strefowym (eliminacji mistrzostw świata). W 1989 r. zakończyła profesjonalną karierę szachistki.
Najwyższy ranking w karierze osiągnęła 1 stycznia 1987 r., z wynikiem 2220 punktów dzieliła wówczas 94-102. miejsce na światowej liście FIDE, jednocześnie dzieląc 11-12. miejsce wśród węgierskich szachistek.

## Życie prywatne
Mężem Márii Grosch jest węgierski arcymistrz, Zoltán Ribli.